# بنگاه اقتصادی
بنگاه اقتصادی(به انگلیسی : Firm) ؛ بنگاه اقتصادی به عنوان سازمان یا نهادی تلقی می شود که عوامل اقتصادی را برای فراهم سازی و ارائه کالاها و خدمات به بازار به منظور دستیابی به اهداف معین ، به طور کارآمد سازماندهی می کند؛ یعنی مجموعه (سیستمی) از عناصر انسانی، فنی و مالی که بر اساس اهداف معین فعالیت می کنند. برای این منظور، یک بنگاه منابع گوناگون (مادی، انسانی، مالی و اطلاعاتی و غیره) را فراخوانی، استفاده و مصرف می‌کند. عملکرد یک بنگاه با استفاده از شاخص هایی چون:
- بهره وری در حوزه تولید،
- فروش در حوزه بازاریابی،
- نتایج عملیاتی در حوزه مدیریت،
- نتایج مالی در حوزه سودآوری کلی
- و غیره اندازه گیری می شود.

رایج ترین اشکال بنگاه های اقتصادی عبارتند از:
1. شرکت ها: زمانی که بنگاه توسط چندین شریک اداره می شود (مثل شرکت سهامی عام، شرکت سهامی خاص، شرکت با مسئولیت محدود و...)
2. انجمن ها یا تعاونی ها: زمانی که بنگاه انتفاعی نیست.
3. ساختارهای انفرادی: زمانی که بنگاه توسط یک فرد واحد اداره می شود (خوداشتغال، حرفه آزاد، صنعتگر، بازرگان و ...).[۱]

بطور کلی ، بنگاه، واحد اقتصادی است که در تولید کالا یا خدمت فعالیت می‌کند، اعم از آن که دارای شخصیت حقوقی یا حقیقی باشد. به عبارتی دیگر با ترکیب عوامل اقتصادی مختلف در تولید کالا یا خدمات فعالیت می‌کند.

## مالکیت بنگاه اقتصادی
بنگاه های اقتصادی از نظر مالکیت طبق قانون اساسی جمهوری اسلامی ایران به سه بخش تقسیم می شوند: 
- بخش دولتی: به طور مستقیم یا غیر مستقیم در مالکیت دولت یا سایر نهادهای عمومی قرار دارند.
- بخش تعاونی: به منظور رفع نیازمندی های مشترک و بهبود وضع اقتصادی و اجتماعی اعضای آن از طریق خریداری، کمک و همکاری متقابل تشکیل شده و در مالکیت اعضا قرار دارند.
- بخش خصوصی: این واحدها به یک یا چند نفر تعلق دارند و متعلق به بخش عمومی نیستند.

## اهداف
بنگاه های اقتصادی از نظر هدف فعالیت به دو دسته تقسیم می شوند:
- واحدهای انتفاعی: هر واحد اقتصادی که با هدف سود و منفعت مادی تشکیل شود واحد انتفاعی نام دارد.
- واحدهای غیر انتفاعی: هر واحدی را که هدف از تشکیل آن کسب منفعت مادی برای مالکان آن نباشد واحد غیر انتفاعی گویند.

## نوع فعالیت
بنگاه های اقتصادی از نظر نوع فعالیت به سه دسته تقسیم می شوند:
- واحدهای خدماتی: واحدهایی هستند که خدماتی به مشتریان ارائه می کنند و معمولاً در قبال ارائه خدمات منفعت کسب می کنند.
- واحدهای بازرگانی: به خرید و فروش مواد خام، فراورده ها و کالاها اشتغال دارند.
- واحدهای تولیدی: با استفاده از عوامل تولید به ساخت کالاهای اقتصادی می پردازند.